# Docusat de sodi
El docusat sòdic és un laxant del tipus emol·lient. Té funcions de detergent aniònic que disminueix la tensió superficial entre l'aigua i els lípids, cosa que permet la mescla dels lípids de les femtes amb l'aigua, estovant el bolus fecal, incrementant-ne el volum i facilitant-ne l'excreció.